# Сокорове
Сокорове́ — село в Україні, у Цебриківській селищній громаді Роздільнянського району Одеської області. Населення становить 87 осіб.
До 17 липня 2020 року було підпорядковане Великомихайлівському району, який був ліквідований.

## Історія
Під час Голодомору 1932—1933 років померло щонайменше 3 жителі села.

## Населення
Згідно з переписом 1989 року населення села становило 130 осіб, з яких 49 чоловіків та 81 жінка.
За переписом населення 2001 року в селі мешкала 121 особа.
На 1 січня 2020 року — 87 осіб: 41 чоловік і 46 жінок.

### Мова
Розподіл населення за рідною мовою за даними перепису 2001 року:
| Мова       | Відсоток |
| ---------- | -------- |
| українська | 92,74 %  |
| молдовська | 6,45 %   |
| російська  | 0,81 %   |